# Ключ 65
| 支                     | 支                | 支                |
| ---------------------- | ----------------- | ----------------- |
| 64                     | 65                | 66                |
| Піньінь:               | zhī               | zhī               |
| Чжуїнь:                | ㄓ                | ㄓ                |
| Вейд-Джайлз:           | chih1             | chih1             |
| Ютпхін:                | zi1               | zi1               |
| Он:                    | シ shi            | シ shi            |
| Кун:                   | ささえる sasaeru  | ささえる sasaeru  |
| Кандзі:                | 支繞 shinyō       | 支繞 shinyō       |
| Хун:                   | 지탱할 jitaenghal | 지탱할 jitaenghal |
| Им:                    | 지 ji             | 지 ji             |
| Індекс у Вікісловнику: | 支                | 支                |

Ключ 65 — ієрогліфічний ключ, що означає гілка і є одним із 34 (загалом існує 214) ключів Кансі, що складаються з чотирьох рисок.
У Словнику Кансі 26 символів із 40 030 використовують цей ключ.

## Символи, що використовують ключ 65

Як писати ієрогліф.

| без додаткових | 支 |
| 5 додаткових   | 攱 |
| 8 додаткових   | 攲 |
| 12 додаткових  | 攳 |